# NGC 4640
NGC 4640 (ook: NGC 4640A) is een balkspiraalstelsel in het sterrenbeeld Maagd. Het hemelobject werd op 17 april 1887 ontdekt door de Amerikaanse astronoom Lewis A. Swift.

## Synoniemen
- UGC 7888
- MCG 2-32-190
- ZWG 71.9
- VCC 1949
- PGC 42753